# Revólver Zig zag
El Zig zag es un revólver de impresión 3D calibre 9 mm tipo pimentero, dado a conocer en mayo de 2014. Fue creado con una impresora 3D de $500, cuya marca no fue revelada por el creador. Su creador fue un ciudadano japonés de Kawasaki, llamado Yoshitomo Imura. Él fue arrestado en mayo de 2014, después de subir a internet un video donde se le ve disparando un revólver de impresión 3D Zig zag. Es el primer diseño japonés de un arma de impresión 3D.
Tras el arresto de Imura, los miembros de FOSSCAD diseñaron un arma llamada Revólver Imura, en honor a éste.

## Nombre
Su creador decidió llamarlo Zig zag, por su tambor estriado basado en el del Mauser Zig-Zag.

## Ensamblaje
Según la revista Wired, "Imura ensambló el revólver a partir de piezas de plástico de impresión 3-D, unos cuantos pasadores de metal, tornillos y bandas de caucho, para luego probarlo con cartuchos de fogueo".

## Descripción
Tiene un tambor de 6 cartuchos y puede disparar balas de 9 mm. Su empuñadura está basada en la de la Mauser C96 y dispara desde la recámara inferior del tambor, como el Mateba Autorevólver.

## Operación
Para disparar, el tirador introduce los cartuchos en las recámaras del tambor, luego lo vuelve a instalar en el armazón del arma. Una vez instalado, el tirador jala hacia atrás la corredera donde está acoplado el percutor, aprieta el gatillo, que suelta la corredera contra el cartucho, disparando el arma.